# Perithemis tenera
Perithemis tenera är en trollsländeart som först beskrevs av Thomas Say 1839.  Perithemis tenera ingår i släktet Perithemis och familjen segeltrollsländor. Inga underarter finns listade i Catalogue of Life.

## Bildgalleri

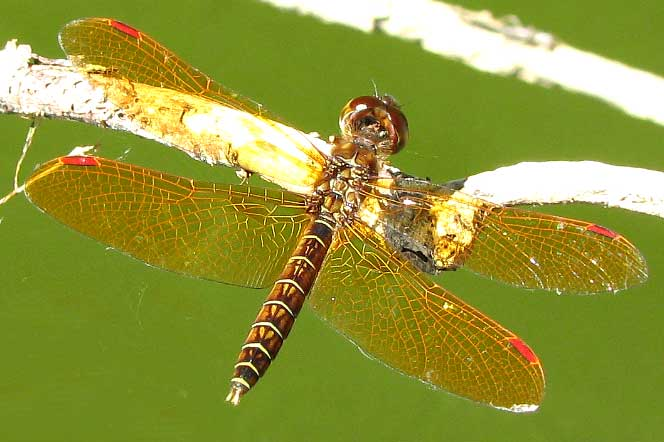
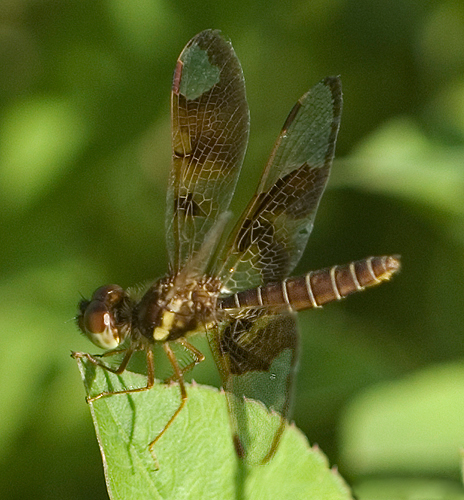
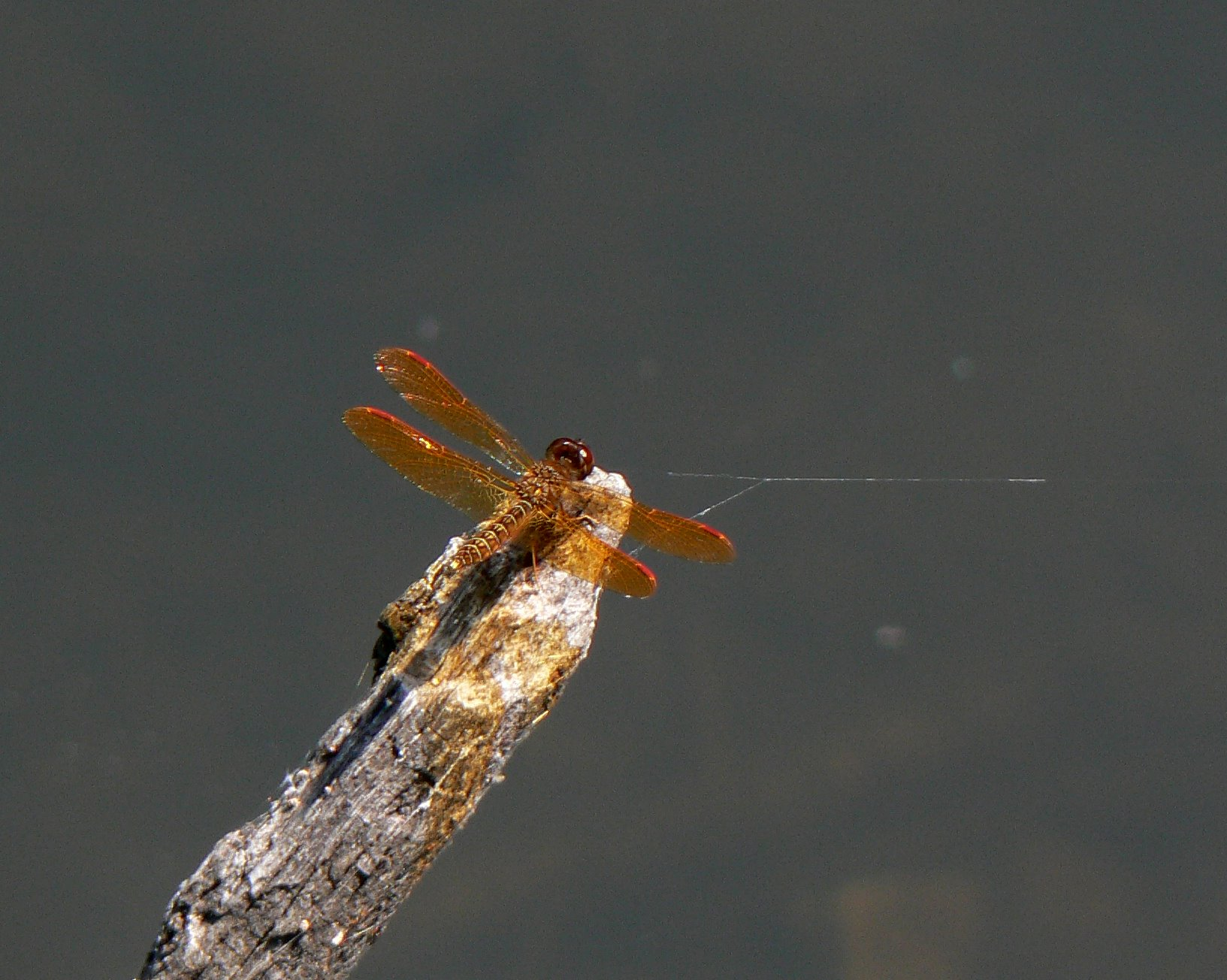
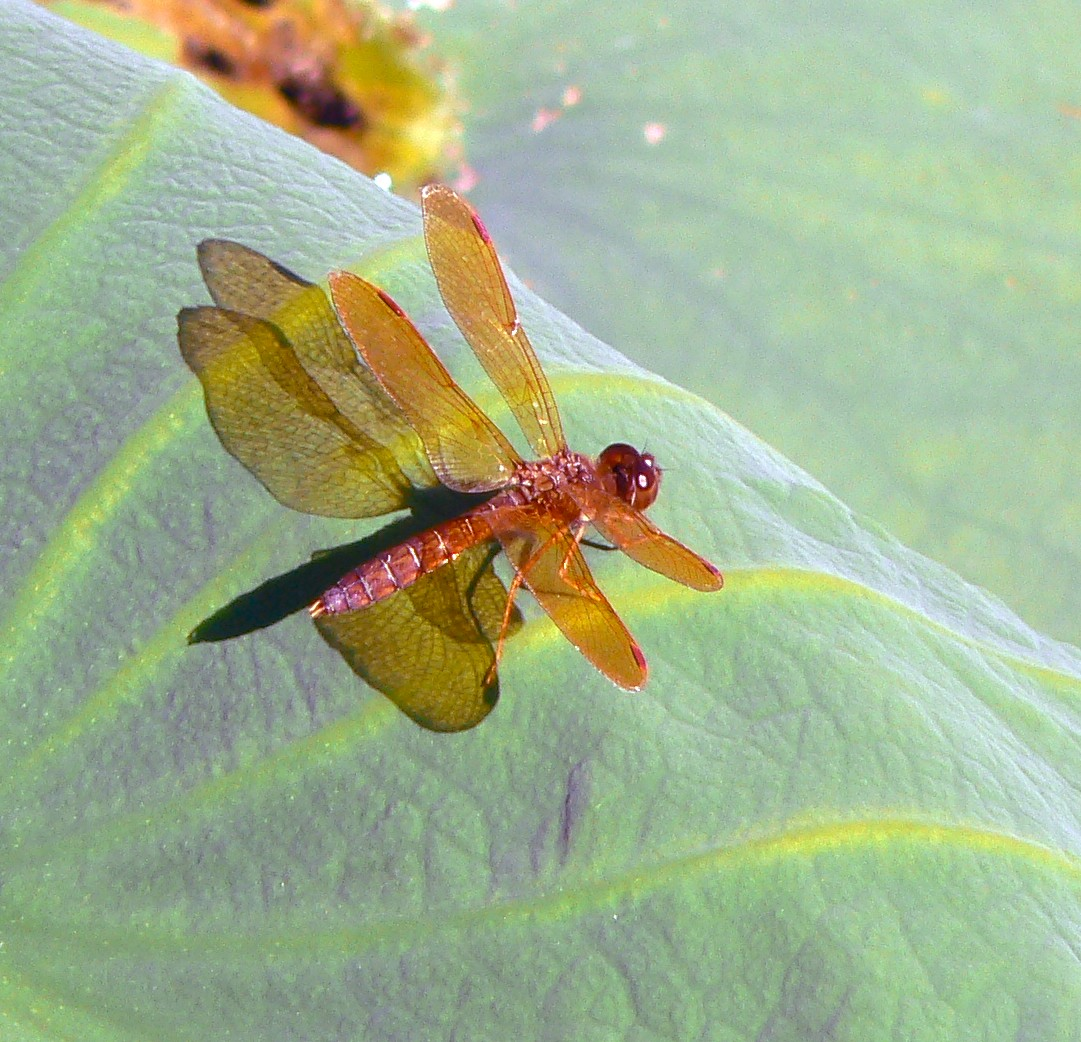
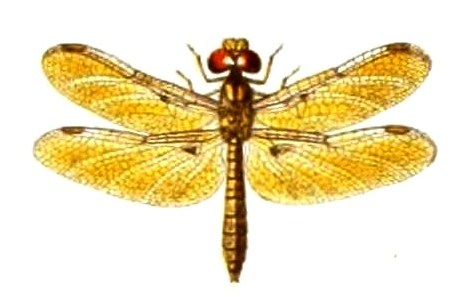